# The Warrens of Virginia (pel·lícula de 1915)
The Warrens of Virginia és una pel·lícula muda dirigida per Cecil B. DeMille i protagonitzada per Blanche Sweet entre d'altres. La pel·lícula, produïda per Jesse L. Lasky, David Belasco i DeMille, es va estrenar el 15 de febrer de 1915 i es conserva una còpia a la George Eastman House Motion Picture Collection. Està basada en un guió de William C. de Mille, que David Belasco va portar amb èxit a Broadway actuant-hi Cecil B. DeMille.

## Repartiment
- Blanche Sweet (Agatha Warren)
- House Peters (Ned Burton)
- James Neill (General Warren)
- Page Peters (Arthur Warren)
- Mabel Van Buren (Mrs. Warren)
- Mildred Harris (Betty Warren)
- Dick La Reno (General Griffin)
- Milton Brown (Zeke Biggs)
- Sydney Deane (General Harding)
- Raymond Hatton (Blake)
- DeWitt Jennings
- Richard L'Estrange (Bill Peavey)
- Lucien Littlefield (Tom Dabney)
- Mrs. Lewis McCord (Sapho)
- Gerald Ward (Bob Warren)

## Argument
Agatha Warren, filla de l'aristocràtic general del sud s'enamora abans del principi de la Guerra civil nord-americana del novaiorquès Ned Burton. Amb l'inici de les hostilitats, el general Warren pren el comandament de un gran grup de soldats mentre que Ned s'allista a l'exercit de la Unió amb rang de tinent per lo que els amants es veuen separats per les seves simpaties polítiques. En els darrers dies de la guerra, la tropes del general Warren tenen moltes dificultats de subministrament. Els caps de Ned l'obliguen a aprofitar-se de la intimitat que ha tingut amb els Warren per tal de parar una trampa que suposi la pèrdua del tren que porta subministrament per a l'exèrcit confederat. Ned és capturat i ella, que malgrat tot continua enamorada, li ofereix la possibilitat d'escapar, però ell és massa orgullós per acceptar-ho. La rendició just al darrer moment del general Lee a Appomattox l'allibera abans de ser afusellat. Al final els amants es reconcilien.

## Producció
Es tracta de la primera pel·lícula de Sweet amb la productora de Lasky i la seva producció va tenir un cost d'uns 28.360 dòlars i en va arribar a ingressar 85,769. En aquesta pel·lícula, Cecil B. DeMille va usar per primer cop en aquesta pel·lícula la tècnica de la il·luminació Rembrandt. Es tactava d'una tècnica que intentava donar una il·luminació més natural als actors. Durant el rodatge, DeMille va aconseguir els projectors portàtils de la Mason Opera House, al centre de Los Angeles, i amb ells va intentar crear les ombres tal com haurien d'existir si no hi hagués una il·luminació artificial. Per exemple, quan un actor a la nit estava assegut al costat d'una làmpada no tenia sentit que com a resultat de la il·luminació artificial es veiessin dues ombres. En veure el resultat, Samuel Goldwyn va escriure un telegrama que deia: "Cecil, ens has arruïnat. Si només vols mostrar la meitat de la cara dels actors no comptis amb que els exhibidors vulguin pagar més de la meitat". DeMille va respondre amb un altre telegrama que deia: "Sam, si tu i els exhibidors no sabeu reconèixer la il·luminació d'un Rembrandt no m'ho retreguis" al que poc després Goldwyn respongué "Estimat Cecil, la il·luminació Rembrandt és una gran idea, els exhibidors pagaran el doble".